# Лет, Карл
Карл Драйер Лет (фар. Karl Dreier Leth; род. 22 августа 2002 года в Раннерсе, Дания) — датский футболист, нападающий.

## Карьера
Карл является воспитанником клуба «Раннерс». Его дебют за родную команду состоялся 13 сентября 2020 года в матче первого тура Суперлиги Дании против «Хорсенс»: нападающий вышел на поле на 90-й минуте встречи вместо Эмиля Рииса. В своём первом сезоне на взрослом уровне он также поучаствовал в победной для «Раннерс» кампании в Кубке Дании: 6 октября Карл сыграл 14 минут в игре второго кубкового раунда с «Сюдвестом», а 15 декабря провёл 8 минут в поединке 1/8 финала против «Хольстебро». В сезоне 2021/22 форвард привлекался к тренировкам и матчам первой команды, включая встречи в рамках группового этапа Лиги Конференций против «ЧФР» и «АЗ», но так и не вышел на поле ни разу.
Зимой 2022 года Карл перешёл из «Раннерс» в фарерский «АБ», став вторым датчанином после Мариуса Линда в масштабной трансферной кампании арджирцев. 5 марта он дебютировал за новый клуб в матче фарерской премьер-лиги против «ХБ». Всего Карл сыграл в 15 встречах первенства архипелага, не отметившись голами. Несмотря на регулярные выступления в чемпионате, летом он расторг контракт с «АБ», сославшись на нездоровую атмосферу и финансовые проблемы в клубе.
В сезоне 2022/23 нападающий вернулся на материк и стал игроком «Скиве», представлявшего второй дивизион Дании. На турнире он провёл 26 встреч и забил первый гол в карьере, 6 мая 2023 года поразив ворота «Хеллерупа». В сезоне 2023/24 нападающий отыграл 24 матча, отличившись 2 раза. Летом 2024 года Карл принял решение покинуть «Скиве» и сделать паузу в карьере, чтобы вернуть угасшую страсть к футболу.

## Достижения
«Раннерс»
- Обладатель Кубка Дании (1): 2020/21